# 不思議少女ナイルなトトメス
『不思議少女ナイルなトトメス』（ふしぎしょうじょ ナイルなトトメス）は、1991年1月6日から同年12月29日までフジテレビ系列で放送された特撮テレビ番組、および主役登場人物の名称。東映不思議コメディーシリーズ第12作。全51話。

## 概要
「イブンバツータ・スカラベルージュ」の呪文でトトメスに変身し、トトメスの持つ不思議ステッキから伸びるパピルスと不思議オルゴールでナイルの悪魔を捕まえる。フランスをモチーフとしていた前作『美少女仮面ポワトリン』に対し、本作品ではエジプトをモチーフとしている。
「美しく戦いたい。空に、太陽がある限り。不思議少女、ナイルなトトメス!」が登場時の決め台詞。
本作品は当初は推理物という企画であったことから、最初の数話については事件の関係者を集めてナイルの悪魔が取り付いた人間を見つけるという手法を採っていたが、その後は従来作品と同様の戦闘形式に路線変更している。
前作に引き続き、脚本は浦沢義雄が1人で全話を執筆した。メイン監督は当時68歳の村山新治が担当。最多のエピソードを演出し、パイロット作品や最終回といった主要回を采配している。
また、東映作品でおなじみの石井太ゴシック体（写研製）を用いたテロップ表示が使われた最後のテレビ作品でもある（第28話まで使用）。

### 幻に終わった劇場版
前作『ポワトリン』との共演劇場版の上映予定があり、脚本も完成していたが諸事情で制作されることはなかった。脚本そのものは後に第31話に流用されている。

## あらすじ
中島サナエは、新しい住まいに引っ越して来たことを先祖の墓に報告したが、そのときに誤って墓を壊してしまい、そこに封印されていたナイルの悪魔51匹を人間界に放出してしまう。その後、初代トトメスからの命令で2代目トトメスに変身し、その悪魔退治をすることになる。

## 登場人物

### 中島一家
中島 サナエ（ナイルなトトメス）
本作品の主人公。ごく普通の高校生。生まれて初めて行った墓参りの際、妹のマナミが落としたブローチを探していた弾みで墓を壊してしまい、先祖である初代トトメスが封印していた51匹のナイルの悪魔を開放してしまう。初代トトメスの直系の子孫であることでそのナイルの悪魔を封印するため2代目トトメスとなる。「何を血迷う○○（相手の名前）」で登場し、名乗り口上は「美しく戦いたい、空に太陽がある限り。不思議少女ナイルなトトメス」。第1話で初代トトメスから「トトメスの正体は絶対に秘密」と厳命されており、変身前に仕入れた情報でナイルの悪魔を問い詰めるが情報の出自を求められると「星は何でも知っている。ナイルも何でも知っている」とはぐらかし会話にしない。トトメスに変身すると口調が丁寧かつ言い切り型に変わる。
好物は中華丼で、必ずウズラの卵を最後まで残してから食べる癖があり、それが原因で正体がばれそうになったことがある。
中島家の先祖はエジプト人で墓がピラミッドとスフィンクス。一家揃って寝起きが悪い。
変身後の衣装は、金色。変身後の爪は、赤色。
最終回で最後のナイルの悪魔となったワルサ委員長を苦戦の末に封印した後、昏倒。意識を取り戻したマナミに素顔を見られて、自分がトトメスだと知られてしまうが、全てを察した妹の決断によって口外されることはなかった。
中島 ケンゾー
サナエの父。区役所の環境課に勤める地方公務員で団地に引っ越してきた。だらしない父親を絵に描いたような人物だが、子供たちの成長を喜ぶ親でもある。妻には頭が上がらない。トトメスのファン。趣味はないが、3年前まで仕送りや給料を支給日に使い切るほどパチンコにはまっており、それが妻にばれて逆鱗に触れた過去がある。
中島 ユキエ
サナエの母。典型的なかかぁ天下で食欲と好奇心の塊。第1話では中島家の先祖の墓を散々に嘲笑していた。
中島 マナミ
サナエの妹。トトメスに憧れる小学4年生、11歳。おまじないが大好き。トトメスから「古代エジプトおまじない書」を貰い、イツカ・ハナコと共にトトメス応援団である「トトメス少女隊」を結成する。ナイルの悪魔が関わる事件に興味津々で、事件の重要関係者や中心になる。
最終回でワルサ委員長を封印し、昏倒したトトメスの素顔を好奇心から見たことでトトメスが姉だと知る。同時に、姉の成績が落ちてしまった原因がトトメスとしての仕事であったことを察し、「もう次のトトメスになりたいなんて思わない。お姉ちゃん、お疲れさま」と涙ながらに姉を労う。そして、意識を取り戻しかけたイツカとハナコを鉄製のボールで殴って気絶させた後、自らをボールで殴って再び気絶し、姉がトトメスであったことを忘却の彼方に封印した。

### 親友
川崎 イツカ
転校してきたマナミの最初の友人。仲の良い男の子を取りあってケンカをするが、おまじない好きという共通点から仲良くなった。先祖を蛇蝎の如く嫌う両親の影響で、先祖を敬ったりする気持ちは欠片もなく、その上、嫉妬深い。
石倉 ハナコ
マナミとイツカが通う「松本塾」という学習塾で出来たマナミの友人。家は寿司屋「泉寿司」を営んでおり、父子家庭。イツカとはあまりそりが合わず度々ケンカをする。偏差値の高そうな男の子が好みのタイプ。
具志堅 ティナ
サナエの友人。第3話より登場。家は神社でハーフ。英語が得意。日本史も得意だというが、その知識はテレビドラマの水戸黄門で勉強している程度のいわゆる「にわか」。一度だけアルバイトとして時給1000円でトトメスに雇われ、新トトメスとなる。妄想の果てに街中で「宝塚する」ほど、同性と認識している上でトトメスに恋している。

### 町の人たち
神主
ティナの父親。娘の友好関係で知り合ったケンゾーと仲が良い。多少いい加減な神主。初登場時の第3話ではスーツ姿のサラリーマンだった。
松本 一平
学習塾「松本塾」の先生。世にも珍しいナイルの悪魔に宿られやすい体質で、近所でも有名になり何度もナイルの悪魔に宿られる。第4話では逆節分男。第12話ではオタク仮面。第19話では偏差値を吸うドラキュラとなる。塾の講師として有能ではない（むしろ無能に近い）が、その親しみやすく愛敬のある人柄から子供たちに慕われている。
警察官
カツ丼が大好きな交番勤務の警察官。全く働かないことで近所ではとても有名で、銀行強盗が発生したら逃亡し、その銀行強盗が自首しても別の交番に行くよう勧めるほど働かないという無能極まりない怠惰な男。母親に結婚をせっつかれているが、「嫁にする女性には髭が生えていなければならない」という奇天烈極まりない一族のしきたりのため、結婚を嫌がっている。なぜか自衛隊にヘリの出動を要請できる。パチンコに強く、交換した景品は小学生に配っている。第15話ではナイルの悪魔に宿られスーパーポリスとなる。下の名前はヨシオ。

### その他
ダメンテ大統領
グンチャラ共和国の大統領。日本の労働力に目をつけ、ナイルの悪魔を利用し優秀な人材を自国に密輸しようと企む人物。最初は飛行機で来日したが、悪事が露見し入国禁止になったため、以降はグンチャラ共和国から、いかだやゴムボートを漕いでやってくる。ナイルの悪魔を利用しても逆に脅されることもある。「行け（日本語訳）」と言いながら、ナイルの悪魔より先にトトメスに向かっていく。グンチャラ語しか喋れないため、常に通訳をつけている。テンションのコントのものまねが得意。
通訳
ダメンテ大統領の通訳。ダメンテ大統領と共に悪事を企む。ダメンテ大統領の言葉は訳しても、日本語はグンチャラ語に訳さない。通訳した言葉のあとに「と、申しております」を付ける。ダメンテ大統領と一緒にやるテンションのコントのものまねが得意。
ワルサ委員長
ナイルの悪魔労働組合の委員長に推薦されたナイルの悪魔。ナイルの悪魔一優秀で、ナイルの国立大学を出て、ナイルの大蔵省に勤めていたが、妹の生活のために六本木のディスコで黒服として働いていた。ナイルの悪魔労働組合委員長を最初は断ったが、妹をトトメスに封印され、復讐のために委員長を引き受ける。他のナイルの悪魔と違い真面目で熱心で仲間思いな性格であり、それが災いしナイルの悪魔労働組合の委員長を引き受けてから苦労と不運が続く。
最終回でトトメスを孤立無援の窮地に陥れ、憑依して仲間たちを解放しようとしたが、トトメスの思いやりと愛に感化された仲間たちに拒絶されてしまう。結局、封印した悪魔たちの激励を受けて支配を脱したトトメスによって封印され、彼女の使命に終止符を打たせる結果に終わる。

## トトメスの能力・武器
ステッキ
変身アイテム兼専用武器。「イブンバツータ・スカラベルージュ」の呪文で出現し、サナエをトトメスへと変身させる。「縛れ！パピルス！」と唱えると先端からリボンが出てナイルの悪魔が憑依した人間を捕縛し、悪魔を追い出す働きがある。（この技は終盤に「パピルスする」と呼ばれる。）また「アメンホテップ」と唱えることで色々な物や人を呼び出すことができる。他にもエネルギー波を発したり、ナイルの悪魔を探知したり、分身・変装魔法を使ったりと万能アイテムである。普段は自室の机の引き出しにしまっている。探知のためにステッキを手に持っている場合、変身ポーズが簡略化される。
ペンダント
ナイルの悪魔が近くにいるとそれを探知する機能があるが、その役目はステッキに移行する。
コンパクト
100%当たる占い能力があり、簡潔な言葉で占い結果を告げる。また遠くの音を拾ったり、遠くの映像を映すことが出来る。他人に見られないようにコンパクト自身が動いて姿を消す。主に変身前に使用され、占いは度々サナエの暇つぶしにも使われる。
ピラミッド1
ナイルの悪魔を封印する際に使用するアイテム。ピラミッドの中心部は瓶状で頂点部が蓋になっている。トトメスがこのアイテムを使う度に「あと、○匹」と残りのナイルの悪魔の数を言う。台座の中にはサナエのへそくりが入っている。
ピラミッド2
ピンクの台座に金色のピラミッドが付いており、ナイルの悪魔の活動を光と音で知らせてくれるアイテム。サナエの部屋の棚に置いてある。しかし、彼女の不在時に鳴ったり、ナイルの悪魔の存在を知った後に反応するといったことも多く、季節感によって機能しなかったりといういい加減さもある。また、サナエ以外の人しか聞いていないのにしつこく鳴り続けたりもする。実はスイッチを切れば動かなくなる。
不思議時計
トトメス少女隊（マナミ、イツカ、ハナコ）が「おまじない書」を使って出したアイテム。ダイヤルを回すことで時間を自由自在に動かすことができる。
指輪
宝石から捕縛光線を出す。47話で一度限り使用。
古代エジプトおまじない書
トトメス少女隊の中心となるアイテム。マナミが暇を持て余しトトメスを手伝いたいと言い出したため、迷惑に感じたサナエが初代トトメスに頼んで出してもらった暇つぶし用の本。初めは石板で出されたが、読めないという理由で現代語訳してもらい、トトメスがマナミに渡した。「おまじない」とあるが、上記の不思議時計や「処女の生き血を吸い宝石を実らせる、バビロンの宝石の実のなる樹」を出せるなど危険な内容である。呪文は「テル・エル・アマルナ・イクナートン・ラーマヤーナ・○○（呼び出す物によって変わる。不思議時計ならトケイデロン。）」
危険な内容のためトトメスがパピルスで封印を施し、ペンダントとおまじないメモが入っている「トトメス少女隊手帳」を渡した。

## 出演
- 中島サナエ（トトメス） - 堀川早苗[注釈 4]
- 中島マナミ - 関真奈美
- 中島ユキエ - 迫文代
- 中島ケンゾー - 斉木しげる
- 川崎イツカ - 石坂伊津佳
- 石倉ハナコ - 中村花子
- 具志堅ティナ - 具志堅ティナ(第3、6、7、11、15、17、27、29、31、35、43、47、51話)
- 神主（ティナの父） - 岡田勝(第3、7、15、27、29、35、47、51話)
- 松本一平 - 津村鷹志(第4、8、12、19、26、31、37、41、45、51話)
- 警察官 - 久保史(第7、12、15、17、20、24、29、36、40、46、50、51話)
- ダメンテ大統領 - 田口浩正（テンション)(第7、20、25、42話)
- 通訳 - 小浦一優（テンション)(第7、20、25、42話)
- ナイル啄木（トサカの悪魔） - 久保晶(第29、30、40、48話)
- ワルサ委員長 - 山根鉄仙

## スタッフ
- 原作 - 石ノ森章太郎
- 企画 - 小林義明（東映）、木村京太郎（読売広告社）、石原隆（フジテレビ）
- プロデューサー - 日笠淳、西村政行、髙寺成紀（東映）
- 脚本 - 浦沢義雄
- 音楽 - 本間勇輔
- 選曲 - 秋本彰
- 監督 - 村山新治、坂本太郎、佐伯孚治、岩原直樹、河田章
- 撮影 - 林迪雄、利根川曻
- 照明 - 上原福松、大須賀国男、関口弥太郎
- 美術 - 宮崎淳一、中本孝史
- 録音 - 岡田忠直
- 編集 - 阿部嘉之
- 記録 - 森美禮、森靖子、宮本衣子、唐崎真理子、川村澪子、小関ひろみ、井上かずえ
- 助監督 - 岩原直樹、河田章、前嶋守男、北出和也、田部井稔
- 制作担当者 - 小迫進
- 制作主任 - 鈴木勝政、大櫛敬介
- 整音 - 川島一郎
- 音響効果 - 原田千昭
- 計測 - 大沢信吾、田中正博、田中久之
- 装置 - 金子光夫、江田豊
- 装飾 - 飯野大空、鈴木里美（装美社）
- 衣装 - 鈴木いづみ
- 美粧 - 上村恵（サンメイク）
- 振付 - 土居甫
- スタント - 大導寺俊典
- アクションアドバイザー - 岡田勝、宮沢淑郎（大野剣友会）
- キャラクターコスチューム - 山影幸子
- キャラクターコーディネーター - 小佐野聡（石森プロ）
- クレイイラスト - 林恭三
- 劇中イラスト - 佐藤樹云
- 音響効果制作 - 原田サウンド
- 協力 - 映画工房、レインボー造形企画、ノーマン・クリエイティブ、IDO、ピノチオこども服、イタリヤード
- 衣装制作 - 東京衣装
- 第2期ED収録 - リステル浜名湖
- 現像 - 東映化学
- 制作 - フジテレビ、東映、読売広告社（ノンクレジット）

## 主題歌
| 使用箇所           | 使用回数        | 曲名               | 作詞     | 作曲     | 編曲     | 歌手       | レーベル         | 概要                                                                               |
| ------------------ | --------------- | ------------------ | -------- | -------- | -------- | ---------- | ---------------- | ---------------------------------------------------------------------------------- |
| オープニングテーマ | 全話            | 元気あげるね       | 売野雅勇 | 本間勇輔 | 岩田雅之 | 石川ひとみ | 日本コロムビア   | 後半バージョンではその回の監督の名字がサナエのラブレターに書かれる演出が行われた。 |
| エンディングテーマ | 第1話 - 第28話  | 月夜のゴンドラ     | 松井五郎 | 岡本朗   | 佐藤準   | 堀川早苗   | ポニーキャニオン |                                                                                    |
| エンディングテーマ | 第29話 - 第51話 | アフロディーテの夏 | 松井五郎 | 羽田一郎 | 佐藤準   | 堀川早苗   | ポニーキャニオン | 第28話では挿入歌として使われた。                                                   |

## 放送リスト
| 放送日         | 話数 | サブタイトル                   | ゲストキャラクター | 監督     |
| -------------- | ---- | ------------------------------ | --- | -------- |
| 1991年01月06日 | 1    | 引っ越しそばの祟り             | - 管理人（恒吉雄一） - 綱野あきら - 山口純平 - 沢田浩二 - 藤山健剛 - 水越美雪 - 松尾晶代 | 村山新治 |
| 1月13日        | 2    | 何を血迷うベートーベン         | - 音楽の先生（小河麻衣子） - ベートーベン（市川勇） - 室町ゆうき - 沢田浩二 - 新井聖子 - 村田望 - 村田泰則 | 村山新治 |
| 1月20日        | 3    | 寄せ鍋の女王                   | - 寄せ鍋の女王（浅見美那） | 坂本太郎 |
| 1月27日        | 4    | 福は外 鬼は内…                 | | 坂本太郎 |
| 2月03日        | 5    | 人生は二度ない                 | - 元木の母（松浦佐知子） - 元木マサキ（西野貴律） - 勉強を唆す悪魔（森下哲夫） | 佐伯孚治 |
| 2月10日        | 6    | チョコレート好きな悪魔         | - チョコレート好きな悪魔（筒井巧） - 沢田浩二 - 渡辺るみ - 大原麻琴 - 長瀬真理 - 池田珠美 - 田中由利恵 | 佐伯孚治 |
| 2月17日        | 7    | クレオパトラのアッシー君       | - 冷凍ミイラ（芹沢正和） - キャスター（日埜洋人） - 橘家二三蔵 - 脇田茂 - 松澤重雄 - 沢田浩二 - 森篤夫 - 泉福之助 - 清水照夫 | 村山新治 |
| 2月24日        | 8    | キムチ漬けの悪魔               | - 怪人ビビンバ（辻三太郎） | 村山新治 |
| 3月03日        | 9    | いけない雛祭り                 | - 海のお大尽（東野英心） - 雄雛（藤井つとむ） - 雌雛（阿知波悟美） | 岩原直樹 |
| 3月10日        | 10   | あるマッサージ師の挫折         | - ザ・筋肉痛男（牧口元美） | 岩原直樹 |
| 3月17日        | 11   | 危険な幽霊                     | - 川崎家の幽霊（十貫寺梅軒） - イツカの両親（郷田ほづみ、八神康子） - 教養番組『アインシュタイン』（城ヶ崎祐子、松尾紀子） | 佐伯孚治 |
| 3月24日        | 12   | オタクな悪魔                   | - オタクな悪魔（声 - 千葉繁） - おでん屋（田の中勇） | 佐伯孚治 |
| 3月31日        | 13   | 満開の桜と団子の木の下にて     | - 夫婦ナイルの悪魔（花王おさむ、飯笹ひろみ）（前・後編） - 区役所の戸籍係（横尾三郎）（前・後編） - 作務衣姿の僧侶（神谷まさひろ）（前編） - 不幸のドン底の主（榎木兵衛）（後編） - 不幸のガードマン（大友龍三郎）（後編） - 不幸のお土産販売員（仮屋ルリ子）（後編）                                                    | 村山新治 |
| 4月07日        | 14   | 不幸のドン底からの脱出         | - 夫婦ナイルの悪魔（花王おさむ、飯笹ひろみ）（前・後編） - 区役所の戸籍係（横尾三郎）（前・後編） - 作務衣姿の僧侶（神谷まさひろ）（前編） - 不幸のドン底の主（榎木兵衛）（後編） - 不幸のガードマン（大友龍三郎）（後編） - 不幸のお土産販売員（仮屋ルリ子）（後編）                                                    | 村山新治 |
| 4月14日        | 15   | 働かない警官                   | | 岩原直樹 |
| 4月21日        | 16   | 長男はマッチ売りの少女がお好き | - ナイルの悪魔三兄弟の長男（斉藤暁）（前・後編） - ナイルの悪魔三兄弟の次男（梅垣義明）（前・中・後編） - ナイルの悪魔三兄弟の三男（出川哲朗）（前・中・後編） - 森の女王（前田賀奈子）（前・中・後編） - 鯉のぼりの真鯉（山崎大輔）（後編） - 鯉のぼりの緋鯉（三谷悦代）（後編） - 鯉のぼりの鯉太郎（市裏大器）（後編） | 岩原直樹 |
| 4月28日        | 17   | 次男の頭はゴールデンウィーク   | - ナイルの悪魔三兄弟の長男（斉藤暁）（前・後編） - ナイルの悪魔三兄弟の次男（梅垣義明）（前・中・後編） - ナイルの悪魔三兄弟の三男（出川哲朗）（前・中・後編） - 森の女王（前田賀奈子）（前・中・後編） - 鯉のぼりの真鯉（山崎大輔）（後編） - 鯉のぼりの緋鯉（三谷悦代）（後編） - 鯉のぼりの鯉太郎（市裏大器）（後編） | 坂本太郎 |
| 5月05日        | 18   | 三男は活作りがお得意           | - ナイルの悪魔三兄弟の長男（斉藤暁）（前・後編） - ナイルの悪魔三兄弟の次男（梅垣義明）（前・中・後編） - ナイルの悪魔三兄弟の三男（出川哲朗）（前・中・後編） - 森の女王（前田賀奈子）（前・中・後編） - 鯉のぼりの真鯉（山崎大輔）（後編） - 鯉のぼりの緋鯉（三谷悦代）（後編） - 鯉のぼりの鯉太郎（市裏大器）（後編） | 坂本太郎 |
| 5月12日        | 19   | 偏差値を吸う蝙蝠               | - 偏差値を吸う蝙蝠 - 宮沢淑郎 - 石田哲也 - 若菜大輔 - 中島安名 - 市川洋之 - 平塚幸拓 - 中田秀人 - 最上龍哉 | 佐伯孚治 |
| 5月19日        | 20   | ゲームセンターの怪人           | - ゲームセンターの怪人（須藤学） | 佐伯孚治 |
| 5月26日        | 21   | 黄金の梅雨前線                 | - ナイルの悪魔4人組（上田弘司、渡部守、城谷光俊、篠田高信）（第21話～第24話） - 伝説のてるてる坊主（声 - 飯塚昭三）（第22話～第24話） - 水道局員（中山透）（第22話） - 青年（松田賢二）（第22話） - 折り紙の天才（榎本郁代）（第24話）                                                                                   | 岩原直樹 |
| 6月02日        | 22   | 伝説のてるてる坊主             | - ナイルの悪魔4人組（上田弘司、渡部守、城谷光俊、篠田高信）（第21話～第24話） - 伝説のてるてる坊主（声 - 飯塚昭三）（第22話～第24話） - 水道局員（中山透）（第22話） - 青年（松田賢二）（第22話） - 折り紙の天才（榎本郁代）（第24話）                                                                                   | 岩原直樹 |
| 6月09日        | 23   | お金で解決する体質             | - ナイルの悪魔4人組（上田弘司、渡部守、城谷光俊、篠田高信）（第21話～第24話） - 伝説のてるてる坊主（声 - 飯塚昭三）（第22話～第24話） - 水道局員（中山透）（第22話） - 青年（松田賢二）（第22話） - 折り紙の天才（榎本郁代）（第24話）                                                                                   | 村山新治 |
| 6月16日        | 24   | 俺たちは栄養ドリンクじゃない   | - ナイルの悪魔4人組（上田弘司、渡部守、城谷光俊、篠田高信）（第21話～第24話） - 伝説のてるてる坊主（声 - 飯塚昭三）（第22話～第24話） - 水道局員（中山透）（第22話） - 青年（松田賢二）（第22話） - 折り紙の天才（榎本郁代）（第24話）                                                                                   | 村山新治 |
| 6月23日        | 25   | ザリガニのバンザイ             | - ザリガニの悪魔と妻子 - 八百屋（水森コウ太） | 佐伯孚治 |
| 6月30日        | 26   | 宝石の実のなる樹               | | 佐伯孚治 |
| 7月07日        | 27   | ティナのテスト勉強             | - 石川五右衛門（田中耕二） - 水戸黄門（泉福之助） - 奥出博志 - 松相敏夫 - 鈴木信明 | 岩原直樹 |
| 7月14日        | 28   | 少女隊のスタイリスト           | - ブティックの店員（柴田理恵） - 内田修司 - 生田蔵満 | 岩原直樹 |
| 7月28日        | 29   | ワルサの妹                     | - ワルサの妹（華井すずみ） - 屋形船の船頭（うえだ峻） - 警官の母（山本緑） - 和田京子 - 亀山助清 - 大舘光心 - 田端和志 - 高木麻紀 | 坂本太郎 |
| 8月04日        | 30   | ワルサの恋人                   | - 親切仮面（藤田一夫） - ワルサの恋人（声 - 島津冴子） | 坂本太郎 |
| 8月11日        | 31   | クレオパトラのお漬物           | - 松本先生の弟（鈴木晋介） | 村山新治 |
| 8月18日        | 32   | 盆踊りの練習                   | - 松平健（高野真吾） - 幽霊（小池榮） | 村山新治 |
| 8月25日        | 33   | イブンバツータな総集編         | | 河田章   |
| 9月01日        | 34   | ワルサの誓い                   | - 屋台の主人（大川栄子） | 岩原直樹 |
| 9月08日        | 35   | 初恋の赤トンボ・・・           | - 初恋の赤トンボ（羽生愛） | 岩原直樹 |
| 9月15日        | 36   | 眠れる森の夢喰う悪魔           | - パチンコ店店長（沼田爆） | 坂本太郎 |
| 9月22日        | 37   | 母はスッシー                   | - 松本先生の母（亀山助清） - ハナコの父（赤星昇一郎） - 寿司好きの悪魔（声 - 長谷有洋） | 坂本太郎 |
| 9月29日        | 38   | 笹岡さんはおすもうさん         | - 笹岡（畠重樹） - 親方（大林丈史） | 佐伯孚治 |
| 10月06日       | 39   | バルセロナを目指せ!            | - 佐々木光江（ただのあっ子） - 佐々木（石川秀樹） - サランラップでつつまれた悪魔（声 - 弥永和子） | 佐伯孚治 |
| 10月13日       | 40   | ペットの悪魔                   | - ペットの悪魔（田中麻世） - 婦人（藤江リカ） - 肉屋の奥さん（渡部るみ） | 岩原直樹 |
| 10月20日       | 41   | ヘソクリ小僧が来た             | - ヘソクリ小僧（住田隆） - 健康コンサルタント（篠田薫） | 岩原直樹 |
| 10月27日       | 42   | 松茸を食べよう・・・           | - 気の弱い悪魔（大久保了） - 渋谷ケンジ（天間信紘） - UFO（声 - 渡部るみ） | 坂本太郎 |
| 11月03日       | 43   | ティナが愛した人は・・・       | - 公園の管理人（関時男） - 伝説のオロチ（声 - 渡部猛） | 坂本太郎 |
| 11月10日       | 44   | 天然記念物の敵                 | - 総理大臣（江幡高志） - 芸者の悪魔（水木薫） - 花咲か爺さん（佐川二郎） | 村山新治 |
| 11月17日       | 45   | 教育熱心な松本先生             | - 教育熱心な悪魔 | 村山新治 |
| 11月24日       | 46   | 悪魔の恋‥‥                     | - 住職（矢野宣） - 恋する悪魔（声 - 青木和代） | 岩原直樹 |
| 12月01日       | 47   | 神々のオリンピック             | - 賽銭泥棒（ブッチャー） - 北川（渡辺博貴） - 国際的な神々 | 岩原直樹 |
| 12月08日       | 48   | おまじないステーキ             | - 少年（薮下博文） | 佐伯孚治 |
| 12月15日       | 49   | 聖ナイルの悪魔                 | - 聖ナイルの悪魔（井田國彦） | 佐伯孚治 |
| 12月22日       | 50   | サンタを信じる                 | - ミナコ先生（中上ちか） - 偽のサンタクロース（皆川衆） - 本物のサンタクロース（西尾徳） - 池内康祐 - 小早川尚之 - 重冨淳 - 平井一幸 | 村山新治 |
| 12月29日       | 51   | 最後の悪魔・・・               | - 初代トトメス（声 - 北川智絵） | 村山新治 |

## 放送局
| 放送対象地域   | 放送局             | 放送期間                                                            | 放送日時                                                      | 系列           | 備考                                    |
| -------------- | ------------------ | ------------------------------------------------------------------- | ------------------------------------------------------------- | -------------- | --------------------------------------- |
| 関東広域圏     | フジテレビ         | 1991年1月6日 - 12月29日                                             | 日曜 9:00 - 9:30                                              | フジテレビ系列 | 制作局                                  |
| 北海道         | 北海道文化放送     | 1991年1月6日 - 12月29日                                             | 日曜 9:00 - 9:30                                              | フジテレビ系列 |                                         |
| 新潟県         | 新潟総合テレビ     | 1991年1月6日 - 12月29日                                             | 日曜 9:00 - 9:30                                              | フジテレビ系列 |                                         |
| 福岡県         | テレビ西日本       | 1991年1月6日 - 12月29日                                             | 日曜 9:00 - 9:30                                              | フジテレビ系列 |                                         |
| 沖縄県         | 沖縄テレビ         | 1991年1月6日 - 12月29日                                             | 日曜 9:00 - 9:30                                              | フジテレビ系列 |                                         |
| 岩手県         | 岩手放送           | 1991年1月 - 3月                                                     | 火曜 16:07 - 16:35                                            | TBS系列        |                                         |
| 岩手県         | 岩手めんこいテレビ | 1991年4月7日 - 12月29日                                             | 日曜 9:00 - 9:30                                              | フジテレビ系列 | 1991年4月開局から                       |
| 長野県         | 長野放送           | 1991年4月7日 - 12月29日                                             | 日曜 9:00 - 9:30                                              | フジテレビ系列 | 1991年4月から                           |
| 宮城県         | 仙台放送           | 1991年2月 - 3月 1991年4月 - 10月11日 1991年10月18日 - 1992年2月14日 | 木曜 16:30 - 17:00 金曜 17:00 - 17:30 金曜 16:00 - 16:30      | フジテレビ系列 |                                         |
| 山形県         | 山形テレビ         |                                                                     | 水曜 16:30 - 17:00                                            | フジテレビ系列 |                                         |
| 静岡県         | テレビ静岡         |                                                                     | 金曜 17:00 - 17:30                                            | フジテレビ系列 |                                         |
| 山梨県         | テレビ山梨         |                                                                     | 水曜 16:25 - 16:55(91年9月迄) →土曜 6:00 - 6:30(91年10月以降) | TBS系列        | 1991年10月改編で時間移動。              |
| 石川県         | 石川テレビ         | 1991年1月21日 - 9月30日 1991年10月6日 - 12月29日                    | 月曜 16:10 - 16:36 日曜 9:00 - 9:30                           | フジテレビ系列 | 1991年10月改編で時間 移動、同時ネット化 |
| 岡山県・香川県 | 岡山放送           | 1991年12月頃                                                        | 金曜 16:00 - 16:30                                            | フジテレビ系列 |                                         |
| 広島県         | テレビ新広島       |                                                                     | 木曜 16:30 - 17:00                                            | フジテレビ系列 |                                         |
| 佐賀県         | サガテレビ         |                                                                     | 木曜 16:30 - 17:00                                            | フジテレビ系列 |                                         |
| 熊本県         | テレビ熊本         |                                                                     | 木曜 16:00 - 16:30                                            | フジテレビ系列 |                                         |
| 京都府         | KBS京都            |                                                                     | 月曜 18:25 - 18:55                                            | 独立局         |                                         |
| 兵庫県         | サンテレビ         |                                                                     | 月曜 18:30 - 19:00                                            | 独立局         |                                         |

## 視聴率
- 最高視聴率：17.3%（東映不思議コメディーシリーズ歴代10位）

ビデオリサーチ調べ、関東地区

## 映像ソフト化
- 2008年7月21日発売の「石ノ森章太郎 生誕70周年 DVD－BOX」に第1話が収録されている。
- 2012年1月21日から同年5月21日にかけてテレビ初回放映20周年とシリーズ30周年を記念し、全51話完全収録、全5巻にて初DVD化となった。

## ネット配信
- 東映特撮ファンクラブ

2015年10月1日 -
- 東映特撮YouTube Official

2016年12月26日 - 2017年6月26日、2019年5月13日 - 11月11日
- Amazonプライム・ビデオ『マイ★ヒーロー』チャンネル

2019年9月10日 -
- Hulu

2021年5月19日 -

## コミカライズ
- 井口ユミ（小学館「ぴょんぴょん」）
- 塚田秀一郎（徳間書店「テレビランド」）

## バラエティー番組
- トトメスの姿で堀川が出演した作品
  - 「クイズ!年の差なんて」
  - 「森田一義アワー 笑っていいとも!」（1991年12月25日放送の「振り向けば そこは19XX」のゲスト